# Nekkeveld
Nekkeveld is een buurtschap behorende tot de gemeente Nijkerk in de Nederlandse provincie Gelderland. Het plaatsje ligt in het noordwesten van de gemeente aan het Nijkerkernauw, acht kilometer ten noorden van Amersfoort. Nekkeveld is gelegen in de polder Arkemheen.
In 1992 heeft het archeologische adviesbureau RAAP een onderzoek ingesteld naar de verdronken contouren van een gebouw in het Nijkerkernauw ter hoogte van Nekkeveld. In 2007 meende een amateurarcheoloog op dezelfde plaats via Google Earth de locatie van de fundamenten van, volgens hem, het kasteel Hulckesteijn in het water te hebben ontdekt. Duikers hebben op de vermeende plaats geen fundering aangetroffen, maar wel oude kloostermoppen.

## Kanaal van hertog Karel van Gelre
Nij Nekkeveld zijn in de polder restanten te zien van delen van een kanaal dat Karel van Gelre in de 16e eeuw liet graven.
Stad: Nijkerk      Dorpen: Hoevelaken · Nijkerkerveen

Buurtschappen: Achterhoek · Appel · Bontepoort (deels) · Doornsteeg · Driedorp · Holk · Holkerveen · Kruishaar · Nekkeveld · Palestina · Prinsenkamp · Slichtenhorst · De Veenhuis · 't Woud · Wullenhoven 

Gelderland: Steden en dorpen in Gelderland      Nederland: Provincies · Gemeenten